# Вінні Гарлоу
Вінні Гарлоу (англ. Winnie Harlow), справжнє ім'я Шантель Браун-Янг (англ. Chantelle Brown-Young; нар. 27 липня 1994) — канадська модель із вітиліго та активістка.

## Біографія
Шантель Браун-Янг народилася 27 липня 1994 року в Торонто (Канада) у сім'ї емігрантів з Ямайки Лізи Браун та Віндзора Янга. У неї є дві сестри. У 4 років у неї з'явилися перші ознаки вітиліго. Через хворобу з Шантель знущалися однолітки в молодшій та середній школі, вона була змушена кілька разів міняти школу.
У 2014 році профіль Вінні Гарлоу в Інстаграм помітила Тайра Бенкс — продюсерка та телеведуча шоу «Топмодель по-американськи». Вінні Гарлоу взяла участь у 21 сезоні шоу та зайняла шосте місце. Після шоу вона стала відомою. Стала обличчям іспанського бренду одягу «Desigual». У 2015 році знялася для весняно-літньої колекції бренду одягу «Diesel» та для журналу «Glamour». У серпні 2015 року Вінні Гарлоу знялася для випуску «Cosmopolitan», потім для вебсайту «Vogue Italia» вона дала інтерв'ю. У тому ж місяці з'явилася на обкладинці журналу «Ebony». У 2016 році знялася в рекламі «Sprite».